# 東芬利鎮區 (密蘇里州克里斯蒂安縣)
東芬利鎮區（英語：East Finley Township）是位於美國密蘇里州克里斯蒂安縣的一個行政鎮區。

## 地方資料
東芬利鎮區的面積為27.97平方千米，當中陸地面積為27.93平方千米，而水域面積為0.04平方千米。根據2020年美國人口普查的數據，當地共有人口5850人，而人口密度為每平方千米209.15人。